# Dascillus mongolicus
Dascillus mongolicus is een keversoort uit de familie withaarkevers (Dascillidae). De wetenschappelijke naam van de soort is voor het eerst geldig gepubliceerd in 1889 door Heyden.